# Vadonidella viossati
Vadonidella viossati är en skalbaggsart som beskrevs av Ruter 1973. Vadonidella viossati ingår i släktet Vadonidella och familjen Cetoniidae. Inga underarter finns listade i Catalogue of Life.